# Коррадо Джині
Коррадо Джині (італ. Corrado Gini; 23 травня 1884, Мотта-ді-Лівенца — 13 березня 1965, Рим) — італійський статистик, соціолог, демограф і економіст, один з провідних теоретиків та ідеологів фашізму. Автор книги «Наукові основи фашизму» (1927). Прихильник концепції органицизма і її застосування по відношенню до націй .
Розробив знаменитий «коефіцієнт Джині» — алгебраїчну інтерпретацію кривої Лоренца.

## Наукова біографія
Коррадо Джині народився 23 травня 1884 року у Мотта-ді-Ливенца (неподалік від города Тревізо) у сім'ї багатих землевласників. 
Навчався у Болонському університеті на юридичнім факультеті, изучаючи одночасно математику, економіку і біологію. Закінчивши Болонський університет у 1905 році, він викладав у університетах Кальярі (з 1910 року), Падуї (з 1913 року) і Риму (з 1925 року), займаючи посади професора біометрії, демографії, конституційного права, політичної економії, соціології і статистики. Його інтереси значно виходили за формальні межі статистики і юриспруденції. У Римськім університеті він заснував кафедру соціології, котру очолив.
К. Джині заснував в 1920 році статистичний журнал Metron, яким керував до своєї кончини. Цей журнал брав до публікації тільки статті, що мали практичне застосування. 

## Джині і фашизм
У 1920-х роках К. Джині тісно спілкувався з Б. Муссоліні. Джіні був прихильником фашистської ідеї і написав статтю «Наукові основи фашизму», в якій обґрунтовував ідеї фашистів з точки зору подібності між соціальними і біологічними процесами (органицизма) і соціального дарвінізму. Будучи також прихильником євгеніки і її зв'язку з демографією, Джині організував антропологічну експедицію в Польщу для дослідження населення цієї країни, зокрема, караїмів. Він висловлював надію на те, що перемога нацистської Німеччини і фашистської Італії у Другій світовій війні змінить на краще структуру людського суспільства. Однак Коррадо Джині ні в якій мірі не підтримував расових законів і обмеження прав євреїв, які відбувалися на їх основі в Німеччині і в Італії.  

## Кар'єра
У 1926 році К. Джині організував Центральний інститут статистики в Римі, єдиний центр всіх італійських статистичних служб і став його президентом. Звільнився з цієї посади в 1932 році.
1933 рік - віце-президент Міжнародного соціологічного інституту.
1934 рік - президент італійського суспільства генетики і євгеніки.
1935 рік - президент Міжнародної федерації товариств евгеников в країнах Латинської Америки.
1937 рік - президент Італійського соціологічного суспільства.
1941 рік - президент Італійського статистичного суспільства.
1957 рік - нагороджений Золотою медаллю за заслуги перед італійським освітою.
1962 рік - член Академії деї Лінчеї.
З 1962 року - президент італійських Соціологічного і Статистичного товариств. 

## Почесні звання
Коррадо Джині були присвоєні такі почесні ступені:
- Доктор економіки Католицького університету Святого Серця в Мілані (1932),
- Доктор соціології у Університеті Женеви (1934),
- Доктор наук Гарвардського університету (1936),
- Доктор соціальних наук в Університеті Кордови, Аргентина (1963).

## Коротка бібліографія
- Il sesso dal punto di vista statistica: le leggi della produzione dei sessi (1908)
- Sulla misura della concentrazione e della variabilità dei caratteri (1914)
- Quelques considérations au sujet de la construction des nombres indices des prix et des questions analogues (1924)
- Lezioni di Politica Economica (1926).
- The Scientific Basis of Fascism (1927).
- The Scientific Basis of Fascism, Political Science Quarterly, Vol. 42, No. 1 (Mar., 1927), pp. 99–115 (17 pages) at JSTOR
- Memorie di metodologia statistica. Vol.1: Variabilità e Concentrazione (1955)
- Memorie di metodologia statistica. Vol.2: Transvariazione (1960)